# جنبش زنان در افغانستان
جنبش زنان در افغانستان به جنبش اجتماعی برای حقوق زنان در افغانستان گفته می‌شود.
از سازمان‌هایی که اکنون در دفاع از حقوق زنان در افغانستان فعالیت دارند می‌توان به سازمان خدیجه کبرا در قندهار به رهبری مریم درانی، زنان جوان برای تغییر، کمیته مشارکت سیاسی زنان افغانستان، شبکه زنان افغانستان، اتحادیه سراسری زنان افغانستان، کمپاین پنجاه در صد، جمعیت انقلابی زنان افغانستان (راوا)، مؤسسه شهدا اشاره کرد. در بین مهاجرین افغانستانی در ایران؛ «جامعه زنان مهاجر» از ۲۰۱۸ فعالیت دارد.

## تاریخچه
در زمان امان‌الله شاه تشکل زنان با هدف پیشرفت و ترقی و نجات زن از محرومیت شکل گرفت و در پی حقوق و آزادی زنان به خصوص در تعلیم و تربیت، حق تحصیل، حق کار و استراحت، حق آزادی فردی، مصونیت فردی، آزادی گفتار و بیان، اجتماعات، فعالیت‌های سیاسی و مدنی، و سفرهای تحصیلی به خارج کشور بود. در دورهٔ امانی، انجمن حمایت نسوان در کابل تأسیس شد که بیشتر در راستای آموزش سواد، دوخت و بافت و امور منزل فعالیت می‌کرد.
در زمان محمدظاهر شاه در سال ۱۳۲۲ اتحادیه زنان که بیست زن در آن عضویت داشتند، مؤسسه عالی نسوان را در مرکز شهر کابل با هدف تشکل، آموزش و روشنگری زنان افغان تأسیس کردند. با پیشنهاد و پیگیری بی‌بی زینب، خواهر امان‌الله شاه، یک قطعه زمین به این مؤسسه اختصاص یافت و در آن کودکستان، مکتب، سینما و دفترهای کار ساخته شد. مکتب آن به سوادآموزی برای زنان بزرگسال می‌پرداخت. فعالیت مؤسسه عالی نسوان به آموزش‌های فنی و حرفه‌ای محدود بود. نام این مؤسسه در سال ۱۳۴۲ به «میرمنو تولنه» تغییر یافت و زیر نظارت وزارت کار و امور اجتماعی افغانستان قرار گرفت و فعالیت آن به سمت «انکشاف مزید نهضت زنان و اشتراک آنها در امور مهمه معطوف گردید تا موقف زن را در جامعه افغانی به‌طور سالم تقویه نماید». مؤسسه نسوان در ابتدای دهه ۱۹۷۰ روز ۱۴ جون هر سال را برای بزرگداشت مقام مادر، روز مادر نامگذاری کرد. بعداً صالحه فاروق اعتمادی به مدیریت میرمنو تولنه رسید. او به مکتب مسلکی دمیرمن و تولنه توجهی خاص داشت و برای تحصیل دختران افغان در خارج از این کشور به آنان کمک می‌کرد.
در سال ۱۳۴۴ (نوامبر ۱۹۶۵ میلادی) سازمان دموکراتیک زنان افغانستان توسط داکتر آناهیتا راتب زاد، ثریا پرلیکا، کبرا علی، حمیده شیرزی، مومنه بصیر و جمیله کشتمند در کابل بنیان گذاشته شد. از فعالیت‌های این گروه می‌توان به برپایی تظاهرات‌هایی در جهت حقوق زنان اشاره کرد. برای اولین بار در افغانستان، زنان در تظاهرات مظاهره سه عقرب که توسط گروه‌های چپ‌گرا سازمان‌دهی شده بود، شرکت کردند. در سال ۱۳۴۷ (۱۹۶۸ میلادی) برخی از اعضای محافظه کار ولسی جرگه می‌خواستند قانونی برای منع تحصیل دختران افغان در خارج کشور به تصویب برسانند ولی با سازماندهی سازمان زنان، صدها دختر علیه این پیشنهاد تظاهرات کرده و آن را مغایر با قانون اساسی افغانستان و تساوی حقوق زن و مرد دانستند. در نتیجه، ولسی جرگه از این پیشنهاد صرف نظر کرد. در سال ۱۳۴۹ (۱۹۷۰ میلادی) اعضای جناح افراطی «جوانان مسلمان» علیه پوشیدن لباس کوتاه و شیک پوشی زنان، به پای دختران و زنانی که لباس کوتاه به تن داشتند، فیر کردند و گاه به روی بعضی آنها با تیزاب اسید پاشی کردند. سازمان زنان بیش از ۵۰۰۰ زن و دختر در شهر کابل را سازمان‌دهی کرد و با تظاهراتی گسترده از حکومت وقت خواهان بازرسی و مجازات عاملین این کار شدند. حکومت نیز تعدادی از عاملین را دستگیر و زندانی کرد.
شوراهای ولایتی زنان که از سازمان‌های زنان بسیار قدیمی در افغانستان و منطقه بود، در این زمان تأسیس شدند. این شوراها دارای ۱۶۵ هزار عضو در ۳۱ شورای ولایتی، ۲۵ شورای شهری، ۳۸ شورای ناحیوی، ۲۵ شورای ولسوالی و ۳۱۰۰ سازمان اولیه می‌باشد. آناهیتا راتب زاد که علاوه بر عضویت سازمان دموکراتیک زنان افغانستان، نماینده مردم کابل در پارلمان ۱۲ نیز بود در ایجاد شوراهای ولایتی زنان نقش مهمی داشت.

### دورهٔ طالبان
در ماه میزان سال ۱۹۹۲ میلادی طالبان در افغانستان به روی کار آمدند و زنان را از بسیاری از حقوق اجتماعی محروم کردند. همچنین مؤسسه عالی نسوان و میرمنو تولنه را ادغام کرده و کارمندان مرد را به جای زنان به کار گماشتند. حکومت طالبان در سال ۲۰۰۱ پایان یافت.

### اکنون
بعد از برکناری طالبان، بر اساس توافقات کنفرانس بن، در قوس ۱۳۸۰ وزارت امور زنان افغانستان در چوکات اداره موقت افغانستان تأسیس شد. همچنین اکنون سازمان‌های زنان از جمله کمیته مشارکت سیاسی زنان افغانستان، شبکه زنان افغانستان، اتحادیه سراسری زنان افغانستان، کمپاین پنجاه در صد، زنان جوان برای تغییر، جمعیت انقلابی زنان افغانستان (راوا)، مؤسسه شهدا و … در افغانستان در جهت حقوق زنان در افغانستان فعالیت می‌کنند.

### سازمان خدیجه الکبرا
سازمان خدیجه الکبرا برای کاهش مشکلات زنان در سال ۲۰۰۴ توسط مریم درانی ایجاد شد. سازمانی غیردولتی برای توانمندسازی زنان که ۲۴۰ عضو دارد. برگزاری صنوف مختلفی چون سواد پایه یا فعالیت‌های دیگری چون خیاطی، قالیبافی، گلسازی و آرایشگری و همچنان ایجاد نخستین نمایشگاه‌های صنایع دستی زنان در قندهار از کارهای این سازمان بوده‌است. این سازمان به خانوارها قرضه‌های کوتاه مدت و بدون بهره برای ساختن سرپناه یا راه‌اندازی کار می‌دهد. این سازمان هفت سال بعد در سال (۲۰۱۱) کار رادیویی به نام میرمن را آغاز کرد که به موضوعات زنان و مشکلات آنان مثل ازدواج‌های اجباری و رسوماتی می‌پردازد که مروج خشونت و تضییع حقوق زنان است. دو سال بعد یعنی سال ۲۰۱۳ نخستین انترنیت کیفی رایگان را برای دختران در افغانستان ایجاد نمود، در انترنیت کیفی ملالی میوندی دختران می‌توانند بدون کدام ممانعت از طرف فامیل‌هایشان همه روزه بخاطر مطالعه سایت‌های علمی و خبری، به حل سوالات، مشکلات در دروس مکتب و دانشگاه توسط فیلم‌های آموزشی در یوتوب و همچنان با استفاده از شبکه‌های اجتماعی فیس بوک و اسکایپ با سایر دختران در ولایت مختلف افغانستان و خارج از افغانستان در ارتباط شده و این اقدام باعث تبادلات ایده‌ها و نظریات بین زنان می‌شود. این سازمان همچنان شبکه‌ای سازمان یافته از زنان را در قندهار به نام «شبکه دادخواهی زنان قندهار» به راه انداخت تا به دادخواهی و دفاع از حقوق زنان بپردازد.
این سازمان در سال ۲۰۱۴ نخستین انستیتوت تعلیمات عصری را که توسط زنان رهبری می‌شود بنام خانه تعلیم بایگانی‌شده  در ۳۰ اکتبر ۲۰۱۶ توسط Wayback Machine را ایجاد نمود این انستیتوت درای صنوف کامپیوتر، لسان انگلیسی، مدیریت، حسابداری، رهبری، خبرنگاری و غیره می‌باشد که دختران را در بخش تعلیمات عصری آموزش و تربیه می‌سازد. این سازمان همچنان در سال ۲۰۱۵ نخستین کتابخانه مخصوص زنان را در حوزه جنوب افغانستان ولایت قندهار ایجاد نمود، این کتابخانه داری بیش از ۴۵۰۰ جلد کتاب در عرصه‌های مختلف می‌باشد که به دختران زمینه مطالعه کتاب را در کتابخانه یا امانت گرفتن کتاب و مطالعه ان در بیرون از کتابخانه را مهیا می‌سازد. مریم درانی بنیان‌گذار این سازمان، چندین جایزه جهانی حقوق بشر و صلح را دریافت کرد.
شبکه زنان افغان یکی از سازمان‌های فعال کنونی است. مشارکت در کمپین روسری سبزها برای تشویق زنان به مشارکت سیاسی در انتخابات افغانستان از کارهای این گروه است.
جمعیت انقلابی زنان افغانستان (راوا) یکی از سازمان‌های سابقه‌دار زنان افغان است. به گفته وب‌سایت راوا، این جمعیت «از سال ۱۳۵۶ برای آزادی، دموکراسی و احقاق حقوق زنان در افغانستان بنیادگرا تلاش می‌کند.»
کمپین پنجاه درصد از گروه‌های فعال حقوق زنان در افغانستان است که برای بالا بردن مشارکت سیاسی زنان افغان و پیگیری مطالبات زنان از سیاستمداران افغانستان و مجامع جهانی تلاش می‌کند. بیانیهٔ این کمپین در آستانهٔ کنفرانس بن دوم از شرکت کنندگان در کنفرانس و دولت افغانستان می‌خواست در مذاکره با طالبان بر سر حقوق زنان معامله‌ای نکند و روند مذاکرات شفاف باشد. فعالان این کارزار تبلیغاتی در شهرهای کابل، هرات و مزار شریف فعالیت دارند. نام این کمپین در اشاره به زنان افغانستان است که به گفته این فعالان، «نیمی از جامعه یا نیمی از رای‌دهندگان را تشکیل می‌دهند و نامزدهای انتخابات ریاست جمهوری افغانستان باید برای به دست آوردن رای آنها به خواسته‌های زنان توجه کنند.»
زنان جوان برای تغییر یک مؤسسه غیرانتفاعی در کابل افغانستان است. این انجمن از ده‌ها عضو داوطلب زن و مرد تشکیل شده‌است. اعضای «زنان جوان برای تغییر» به ایدئال‌های توانمند سازی زنان، و بهبود زندگی‌شان توسط مشارک اقتصادی و اجتماعی، توانمندی سیاسی، آگاهی و دادخواهی متعهد هستند و برای افغانستانی عاری از تبعیض مبارزه می‌کنند.
این مؤسسه در میان جوانان این کشور کاملاً شناخته شده‌است و مبارزه علیه خشونت خانوادگی، بالا بردن آگاهی نسبت به حقوق زنان، بالا بردنِ مشارکت زنان در جامعه، و توانمندسازی زنان و دختران در افغانستان را پی‌گیری می‌کند.
از فعالیت‌های اخیر این مؤسسه باز کردن کافی‌نت سحرگل در کابل بود.
مؤسسه شهدا یکی از سازمان‌های غیردولتی، غیرانتفاعی و غیرسیاسی در افغانستان است که به هدف کمک به سلامت شهروندان افغان و به‌خصوص زنان و کودکان در سال ۱۳۶۸ توسط سیما سمر ایجاد شد. این مؤسسه در حال حاضر مشغول فعالیت در ۹ ولایت افغانستان می‌باشد. و در شرایط سخت دورهٔ طالبان نیز به کار خود ادامه داد.
این مؤسسه قدیمی‌ترین سازمان غیردولتی در منطقه و بزرگ‌ترین ان‌جی‌اوی اداره شده توسط زنان (woman-led) است. داکتر سیما سمر بنیان‌گذار این مؤسسه، چندین جایزه حقوق بشر و صلح دربافت کرده و نامزد دریافت جایزه صلح نوبل بوده‌است.